# Méthode de propagation de faisceau
La méthode de propagation de faisceau ( Beam propagation method abrégé BPM) est une technique d'approximation pour simuler la propagation de la lumière dans des  guides d'ondes sous l'approximation d'une amplitude lentement variable. C'est essentiellement la même chose que la méthode dite de l' équation parabolique (PE) en acoustique sous l'eau. La BPM et la PE ont été développées pour la première fois dans les années 1970. Lorsqu'une onde se propage le long d'un guide sur une grande distance (plus grande que la longueur d'onde), une simulation numérique rigoureuse est difficile. La BPM repose sur des équations différentielles approximées, également appelées modèles unidirectionnels. Ces modèles unidirectionnels impliquent uniquement une dérivée du premier ordre dans la variable z (pour l'axe du guide d'ondes) et peuvent être résolus en tant que problème de valeur « initiale ». Le problème de la valeur « initiale » ne dépend pas du temps, mais de variable spatiale z.
Les premières BPM et PE ont été dérivées de l'approximation d'une amplitude lentement variable et constituent les modèles unidirectionnels paraxiaux. Depuis lors, un certain nombre de modèles unidirectionnels améliorés ont été introduits. Ils proviennent d'un modèle unidirectionnel impliquant un opérateur de racine carrée. Ils sont obtenus en appliquant des approximations rationnelles à l’opérateur racine carrée. Après avoir obtenu un modèle unidirectionnel, il reste à le résoudre en discrétisant la variable z. Cependant, il est possible de fusionner les deux étapes (approximation rationnelle de l'opérateur de racine carrée et discrétisation de z) en une étape. À savoir, on peut trouver directement des approximations rationnelles au propagateur dit unidirectionnel (exponentielle de l'opérateur racine carrée). Les approximations rationnelles ne sont pas triviales. Les  approximants de Padé diagonaux standard ont des problèmes avec les modes dits évanescents. Ces modes évanescents devraient décroître rapidement en z, mais les approximations diagonales de Padé les propageront de manière incorrecte en tant que modes de propagation le long du guide d’ondes. Des approximants rationnels modifiés pouvant supprimer les modes évanescents sont maintenant disponibles. La précision du BPM peut être encore améliorée si l'on utilise le modèle unidirectionnel à conservation d'énergie ou le modèle unidirectionnel à diffusion unique.

## Principes
La BPM est généralement formulée comme une solution à l'équation de Helmholtz harmonique dans le temps,,
{\displaystyle (\nabla ^{2}+k_{0}^{2}n^{2})\psi =0}
Avec le champ écrit comme, 
{\displaystyle E(x,y,z,t)=\psi (x,y)\exp(-j\omega t)}.
Maintenant, la dépendance spatiale de ce champ est écrite en fonction d'un mode ayant une polarisation transverse TE ou TM
{\displaystyle \psi (x,y)=A(x,y)\exp(+jk_{o}\nu y)},
Avec l'enveloppe : {\displaystyle A(x,y)} contrainte par l'approximation d'une amplitude lentement variable,
{\displaystyle {\frac {\partial ^{2}(A(x,y))}{\partial y^{2}}}=0}
Maintenant, l'injection dans l'équation de Helmholtz donne la solution suivante,
{\displaystyle \left[{\frac {\partial ^{2}}{\partial x^{2}}}+k_{0}^{2}(n^{2}-\nu ^{2})\right]A(x,y)=\pm 2jk_{0}\nu {\frac {\partial A_{k}(x,y)}{\partial y}}}
Dans le but de calculer le champ en tous points de l’espace et pour tous temps, il suffit de calculer la fonction {\displaystyle A(x,y)} pour tout l’espace, puis nous pouvons reconstruire {\displaystyle \psi (x,y)}. Vu que la solution provient de l'équation de Helmholtz harmonique dans le temps, il suffit de la calculer sur un intervalle de temps donné. Nous pouvons visualiser les champs le long de la direction de propagation, ou la section transverse des modes du guide d’ondes.

## Méthodes numériques
Les méthodes du « domaine spatial » et les méthodes du « domaine fréquentiel (spectral) » sont disponibles pour la détermination de la solution numérique de l'équation maîtresse discrétisée. Lors de la discrétisation dans une grille (en utilisant diverses différences centrales, méthode de Crank-Nicolson, FFT-BPM, etc.) et des valeurs de champ réarrangées de manière causale, l'évolution du champ est calculée par itération, le long de la direction de propagation. La méthode du domaine spatial calcule le champ à l’étape suivante (dans le sens de la propagation) en résolvant une équation linéaire, alors que les méthodes du domaine spectral utilisent les puissants algorithmes de transfert direct / inverse  FFT. Les méthodes du domaine spectral ont l'avantage de la stabilité même en présence de non-linéarité (provenant des propriétés du milieu ou de l'indice de réfraction), alors que les méthodes du domaine spatial peuvent éventuellement devenir numériquement instables.

## Applications
La BPM est une méthode simple et rapide de résolution des champs dans les dispositifs optiques intégrés. Elle est typiquement utilisée uniquement pour résoudre l'intensité et les modes dans des structures de guides d'ondes modulées (plié, effilé, terminé), par opposition aux problèmes de dispersion. Ces structures sont généralement constituées de matériaux optiques  isotropes, mais la BPM a également été étendue pour être applicable à la simulation de la propagation de la lumière dans des matériaux  anisotropes tels que les  cristaux liquides. Cela permet de d'analyser par exemple la rotation de polarisation de la lumière dans des matériaux anisotropes, l'accordabilité d'un coupleur directionnel à base de cristaux liquides ou la diffraction de la lumière dans des pixels LCD.

## Limitations de la BPM
La méthode de propagation du faisceau repose sur l'approximation d'une amplitude lentement variable et est imprécise pour la modélisation de structures à variation discrète ou rapide. Les implémentations de base sont également imprécises pour la modélisation de structures dans lesquelles la lumière se propage dans une large plage d'angles et pour les dispositifs à fort contraste d'indice de réfraction, couramment trouvés par exemple en photonique du silicium (en). Cependant, Des implémentations avancées atténuent certaines de ces limitations, ce qui permet d'utiliser BPM pour modéliser avec précision nombre de ces cas, y compris de nombreuses structures photoniques en silicium.
La méthode BPM peut être utilisée pour modéliser la propagation bidirectionnelle, mais les réflexions doivent être implémentées de manière itérative, ce qui peut entraîner des problèmes de convergence.

## Implémentations
Plusieurs outils de simulation implémentent des algorithmes BPM. Des outils commerciaux populaires ont été développés par RSoft Design et Optiwave Systems Inc..